# Cuisery
Cuisery település Franciaországban, Saône-et-Loire megyében. Lakosainak száma 1580 fő (2022. január 1.). Cuisery Loisy, L’Abergement-de-Cuisery, Brienne, La Genête, Préty és Ratenelle községekkel határos.

## Népesség
A település népességének változása:
| Lakosok száma | 1639 | 1549 | 1578 | 1538 | 1555 | 1571 | 1588 | 1579 | 1580 |
|               | 2013 | 2015 | 2016 | 2017 | 2018 | 2019 | 2020 | 2021 | 2022 |